# Werner Faymann
Werner Faymann (* 4. květen 1960, Vídeň) je rakouský politik, byl spolkovým ministrem pro dopravu, inovace a technologie ve vládě Alfreda Gusenbauera. Od 8. srpna 2008 do 9. května 2016 zastával post předsedy rakouské sociální demokracie SPÖ. Od 2. prosince 2008 do 9. května 2016 byl spolkovým kancléřem Rakouska.

## Život
Během studia na Spolkovém reálném gymnáziu ve Vídni vstoupil do socialistické mládeže, mládežnické organizaci SPÖ. Po maturitě a absolvování povinné vojenské služby se stal předsedou socialistické mládeže ve Vídni. V této funkci se podílel v roce 1983 na organizaci demonstrace proti návštěvě papeže Jana Pavla II. v Rakousku.
V letech 1985 až 1988 vystudoval čtyři semestry práv bez toho, aby studium ukončil. Pracoval jako poradce Centrální spořitelny ve Vídni. Faymann byl v letech 1985 až 1994 členem Vídeňského zemského sněmu a obecní rady.
V roce 1994 se stal městským radním pro bytovou výstavbu a obnovu města. Od roku 1996 byl vídeňským radním pro bydlení, bytovou výstavbu a obnovu města. Od ledna 2007 zastával úřad ministra pro infrastrukturu. 16. června 2008 byl jmenován úřadujícím předsedou SPÖ. Po vypovězení koalice SPÖ a ÖVP od vicekancléře Wilhelma Molterera z ÖVP se Faymann stal lídrem kandidátky SPÖ pro předčasné volby do rakouské národní rady.
Při rakouských předčasných volbách v roce 2008 obhájil Faymann první místo pro SPÖ, musel však přijmout ztrátu oproti volbám 2006. 23. listopadu 2008 vysvětlovali oba předsedové dvou nejsilnějších stran SPÖ a ÖVP, že se dohodli na novém vydání velké koalice s Wernerem Faymannem jako spolkovým kancléřem. Dne 2. prosince 2008 byla jmenována prezidentem Heinzem Fischerem nová rakouská spolková vláda v čele s kancléřem Wernerem Faymannem.
Jako kancléř pokračoval i po dalších volbách v roce 2013, kdy utvořil svou druhou vládu. Poté, co neuspěl sociálnědemokratický kandidát v rakouských prezidentských volbách roku 2016, podal Faymann 9. května téhož roku na všechny své politické funkce demisi. V úřadu kancléře ho nahradil stranický kolega Christian Kern.

## Ocenění a vyznamenání
- 2016 – Medaile Karla Kramáře, kterou obdržel „za rozvoj česko-rakouských vztahů“ dne 31. srpna 2016 z rukou českého předsedy vlády Bohuslava Sobotky[4]